# اعداد بل
اعداد بل عبارتست از تعداد کل حالت های افراز یک مجموعه.
به زبان دیگر مجموع اعداد استرلینگ را اعداد بل گویند. و برای یک مجموعه n عضوی با {\displaystyle B_{n}} نمایش میدهند.
این اعداد به افتخار اریک تمپل بل ، ریاضیدان اسکاتلندی نامگذاری شده اند.
اعداد بل عبارت است از:
۴۱۴۰،۸۷۷،۲۰۳،۵۲،۱۵،۵،۲،۱ و.....
فرمول بازگشتی اعداد بل عبارت است از:
{\displaystyle B_{n+1}=\sum _{i=0}^{n}{\binom {n}{i}}.B_{i}}
به طوری که {\displaystyle B_{0}=1} (مطابق قرارداد، عدد بل متناظر یک مجموعه تهی برابر ۱ است)
به عنوان مثال:
{\displaystyle B_{1}={\binom {0}{0}}.B_{0}=1\times 1=1}
{\displaystyle B_{2}={\binom {1}{0}}.B_{0}+{\binom {1}{1}}.B_{1}=1\times 1+1\times 1=1+1=2}
{\displaystyle B_{3}={\binom {2}{0}}.B_{0}+{\binom {2}{1}}.B_{1}+{\binom {2}{2}}.B_{2}=1\times 1+2\times 1+1\times 2=1+2+2=5}
{\displaystyle B_{4}={\binom {3}{0}}.B_{0}+{\binom {3}{1}}.B_{1}+{\binom {3}{2}}.B_{2}+{\binom {3}{3}}.B_{3}=1\times 1+3\times 1+3\times 2+1\times 5=1+3+6+5=15}
{\displaystyle B_{5}={\binom {4}{0}}.B_{0}+{\binom {4}{1}}.B_{1}+{\binom {4}{2}}.B_{2}+{\binom {4}{3}}.B_{3}+{\binom {4}{4}}.B_{4}=1\times 1+4\times 1+6\times 2+4\times 5+1\times 15=1+4+12+15=52}